# Orco Feglino
Orco Feglino (im Ligurischen: Orco - Fegin) ist eine Gemeinde mit 917 Einwohnern (Stand 31. Dezember 2023) in der italienischen Region Ligurien. Politisch gehört sie zu der Provinz Savona.

## Geographie
Orco Feglino liegt im Tal des Flusses Aquila, im Hinterland von Finale Ligure. Die Gemeinde besteht aus zwei am Südhang des Monte Alto (956 Meter) befindlichen Siedlungen, Feglino auf einer Höhe von 161 Metern und Orco bei circa 377 Metern. Erstere liegt in der Talsohle und ist Sitz der Gemeindeverwaltung, Orco hingegen befindet sich auf einem Gebirgskamm. Orco Feglino gehört zur Comunità Montana Pollupice und ist circa 67 Kilometer entfernt von der Provinzhauptstadt Savona.
Nach der italienischen Klassifizierung bezüglich seismischer Aktivität wurde die Gemeinde der Zone 4 zugeordnet. Das bedeutet, dass sich Orco Feglino in einer seismisch inerten Zone befindet.

## Klima
Die Gemeinde wird unter Klimakategorie D klassifiziert, da die Gradtagzahl einen Wert von 1694 besitzt. Das heißt, die in Italien gesetzlich geregelte Heizperiode liegt zwischen dem 1. November und dem 15. April für jeweils 12 Stunden pro Tag.

## Gemeindepartnerschaften
- Le Crestet, Frankreich